# Avelin
Avelin ist eine französische Gemeinde mit 2.575 Einwohnern (Stand: 1. Januar 2022) im Département Nord in der Region Hauts-de-France. Sie gehört zum Arrondissement Lille und zum Kanton Templeuve-en-Pévèle. Die Einwohner nennen sich Avelinois(es).

## Geografie
Avelin liegt etwa zehn Kilometer südlich von Lille. Umgeben wird Avelin von den Nachbargemeinden Vendeville im Norden, Fretin im Nordosten, Ennevelin im Osten, Pont-à-Marcq und Mérignies im Südosten, Tourmignies im Süden, Attiches im Südwesten, Seclin im Westen sowie Templemars im Nordwesten.
Durch die Gemeinde führt die frühere Route nationale 49 (D549). Der Flughafen Lille-Lesquin liegt zum großen Teil auf dem Gemeindegebiet von Avelin.

## Bevölkerungsentwicklung
| Jahr                       | 1962 | 1968 | 1975 | 1982 | 1990 | 1999 | 2006 | 2012 | 2020 |
| Einwohner                  | 1391 | 1306 | 1292 | 1817 | 2317 | 2384 | 2451 | 2590 | 2616 |
| Quellen: Cassini und INSEE |      |      |      |      |      |      |      |      |      |

## Sehenswürdigkeiten
- Kirche Saint-Quentin in Avelin
- Kirche Saint-Vincent in Ennetières
- Britische Militärfriedhöfe in Avelin und Ennetières

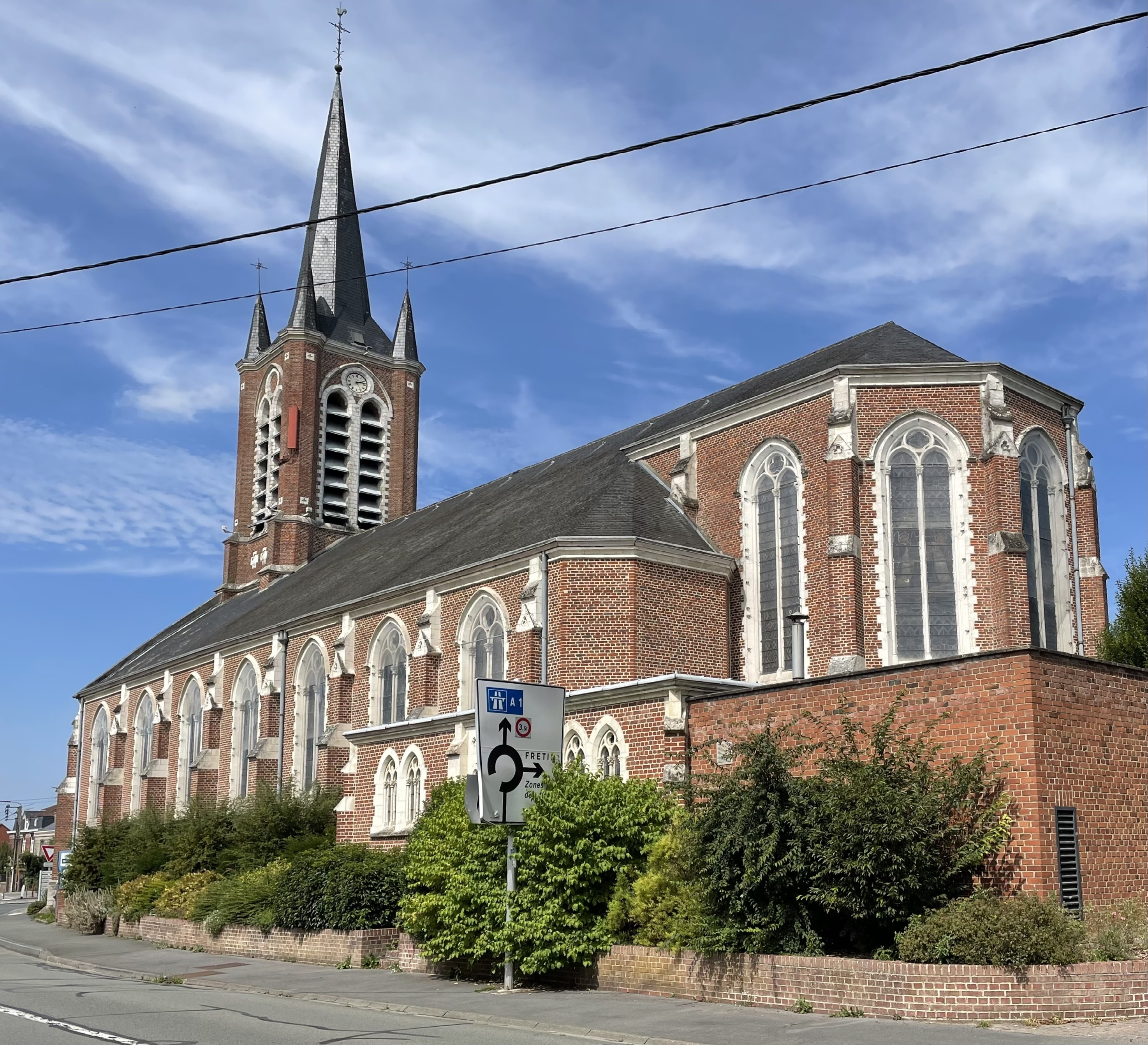
Kirche Saint-Quentin
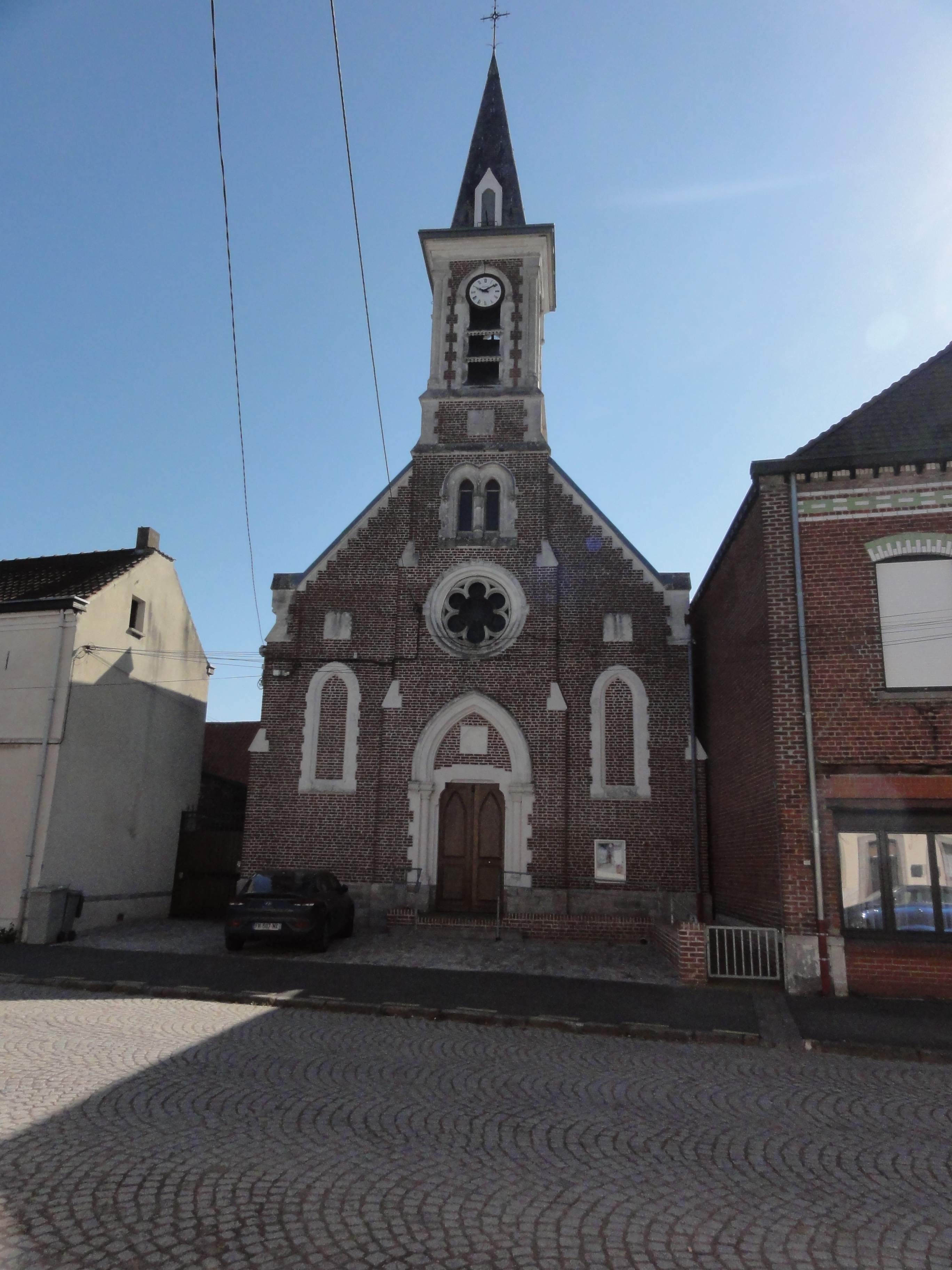
Kirche Saint-Vincent
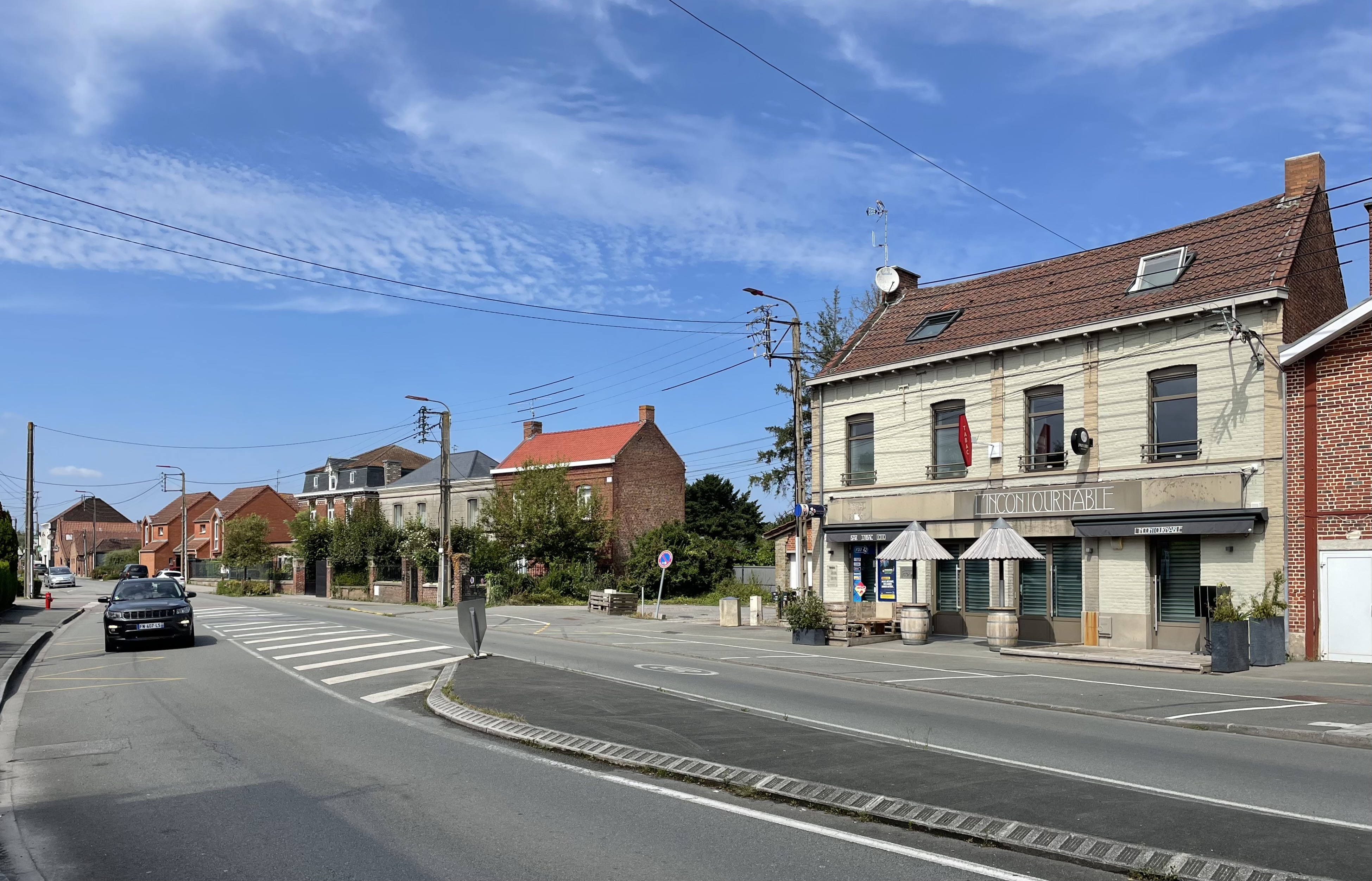
Hauptstrasse
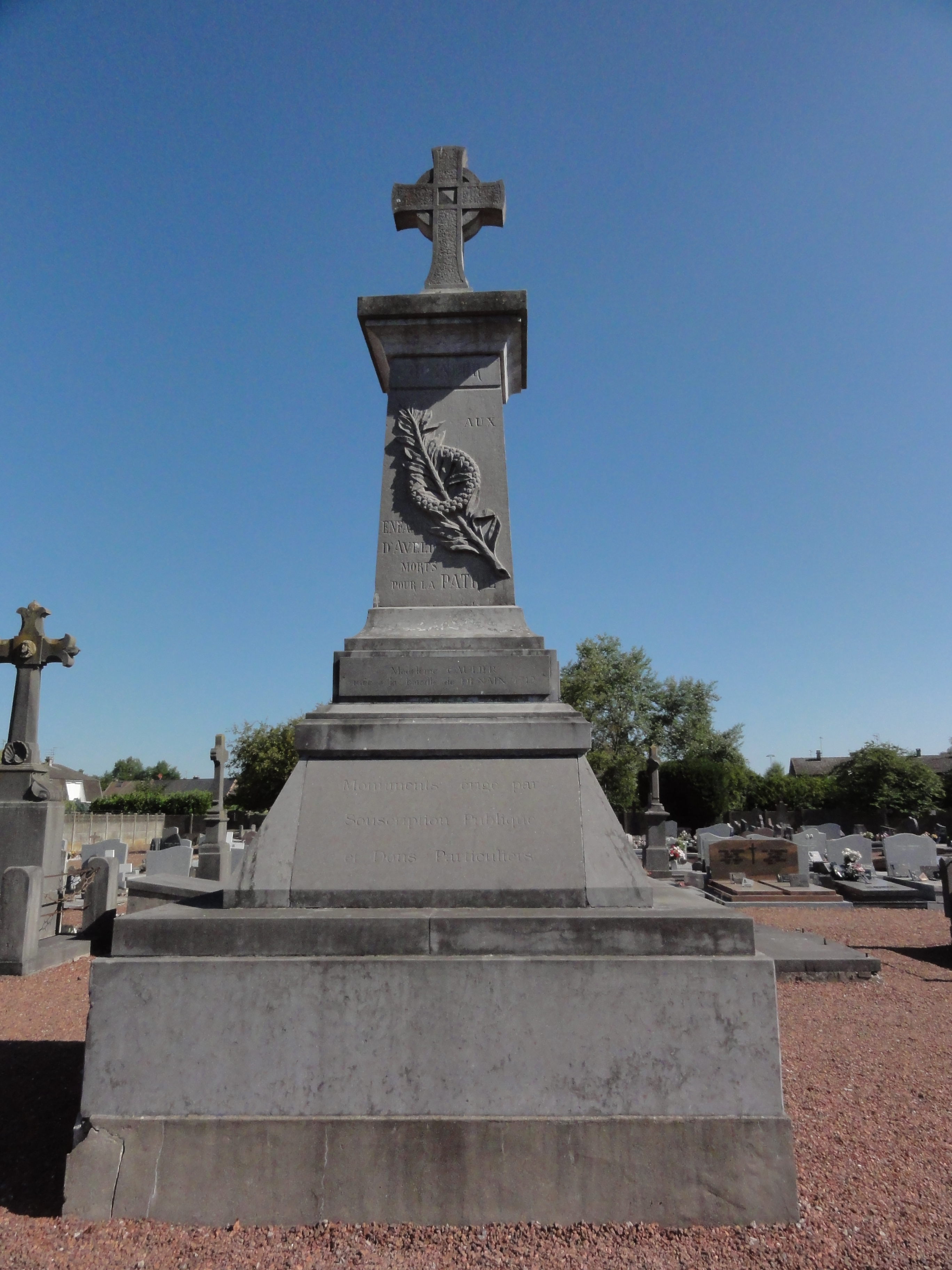
Gefallenendenkmal
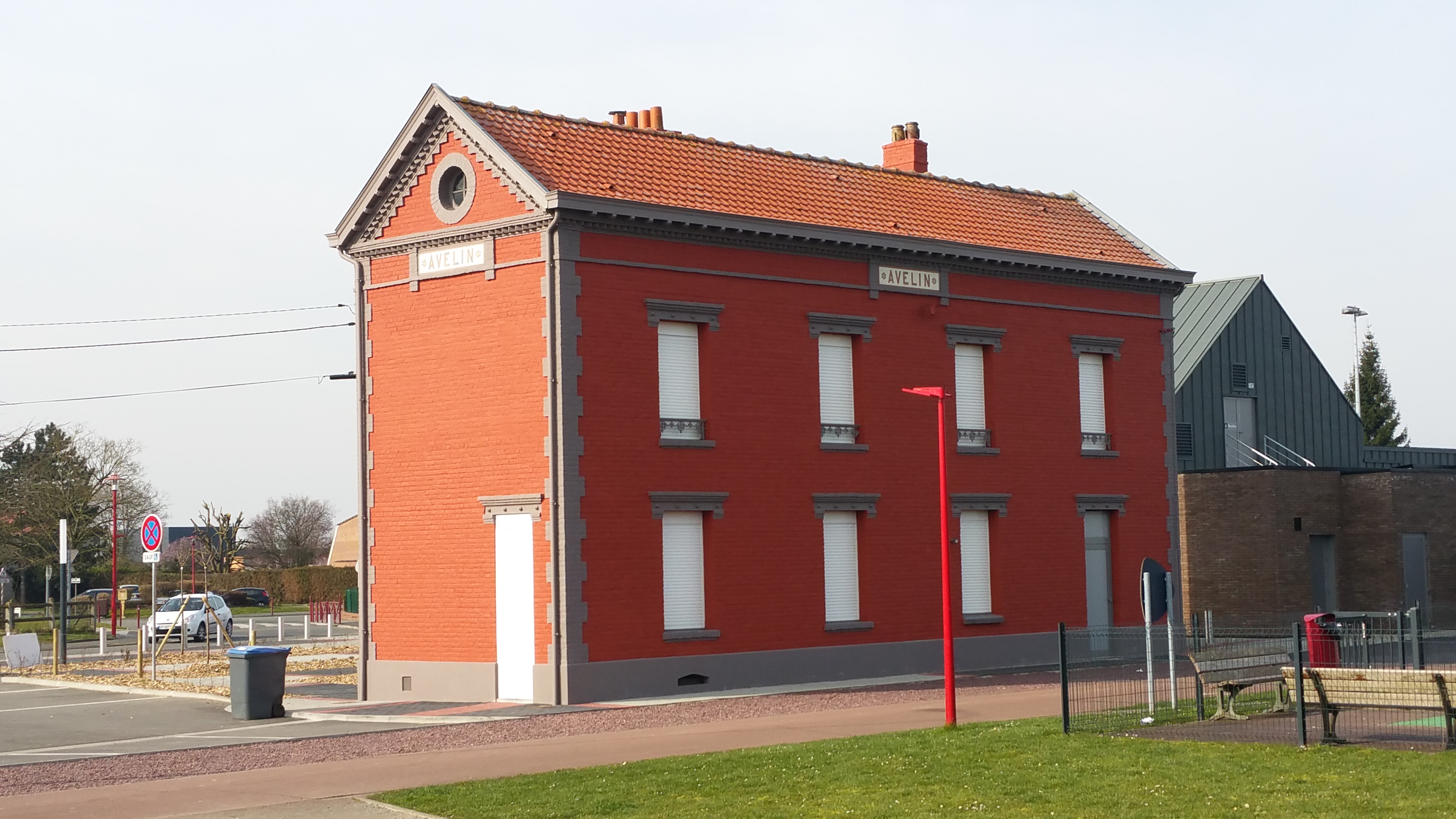
Ehemaliger Bahnhof

## Persönlichkeiten
- Alexandre-Charles Renard (1906–1983), römisch-katholischer Geistlicher, Erzbischof von Lyon 1967–1981, Kardinal